# Данзас, Александр Логинович
Александр Логинович Данзас (1810—1880) — генерал от инфантерии из рода Данзас, один из активных деятелей военно-судебной реформы в царствование Александра II. Двоюродный брат пушкинского секунданта К. К. Данзаса.

## Биография
Родился 11 (23) июля 1810 года (по другим сведениям — 20 февраля (4 марта) 1810 года в Нарве) в семье генерал-майора Логина Ивановича Данзаса, который был женат на дочери генерал-майора Василия Родионовича Гербеля (ок. 1753 — до 1809), потомка архитектора Н. Гербеля. У них родилось четыре сына и дочь: Александр, Луи, София, Николай и Фёдор.
В 1830 году окончил Пажеский корпус, где его отец был помощником директора — заведовал воспитанием пажей и материальной частью корпуса. Был выпущен 22 сентября 1830 года в лейб-гвардии Семёновский полк и через несколько месяцев уже участвовал в подавлении Польского восстания.
Данзас командовал ротой; выработал, взамен существовавшей, новую форму отчётности по довольствию роты провиантом, вошедшую потом в «Инструкцию ротному командиру».
Он составил себе библиотеку, имевшую более тысячи томов по истории, философии и другим отраслям наук, на русском и иностранных языках. В 1848 году, по воле великого князя Михаила Павловича, Данзас был неожиданно назначен состоять в распоряжении начальника штаба действующей армии, князя Горчакова и уехать в Варшаву. Во время службы при князе Горчакове, с 1848 по 1850 годы участвовал в боевых действиях в Венгрии; проявил в нескольких сражениях храбрость и мужество, особенно при устройстве переправы через реку Тейс у Тисса-фюрет; был награждён орденом Св. Владимира 4-й степени с бантом.
Во время Крымской войны А. Л. Данзас командовал Екатеринославским полком 2-й дивизии гренадерского корпуса, который в боевых действиях не участвовал; был произведён 8 сентября 1855 года в генерал-майоры. По окончании Крымской войны, в 1856—1857 годах он командовал 5-й гвардейской резервной бригадой и, одновременно, был назначен сотрудником комиссии сенатора И. Х. Капгера — в составлении нового Воинского устава о наказаниях.
В 1857 году Данзас был назначен командующим Сыр-Дарьинской линией, в 1859 — начальником штаба отдельного Оренбургского корпуса, заведуя одновременно делами по гражданскому управлению краем; причём после смерти генерал-адъютанта Катенина и до прибытия генерал-адъютанта Безака, он командовал Оренбургским корпусом.
Произведён в генерал-лейтенанты 30 августа 1861 года. С 1861 по 1864 годы — генерал-провиантмейстер (начальник службы тылового обеспечения), затем член генерал-аудиториата (1864). С 1867 года А. Л. Данзас был членом Главного военного суда, а с 1877 года — его председатель.
Умер 14 (26) февраля 1880 года. Похоронен на Смоленском лютеранском кладбище.

## Награды
- орден Св. Владимира 4-й степени с бантом (1849)
- орден Св. Георгия 4-й степени (26.11.1850; № 8368), за 25 лет выслуги
- орден Св. Станислава 1 -й ст. (1858)
- орден Св. Анны 1-й ст. (1859)
- орден Св. Владимира 2-й степени с мечами (1864)
- орден Белого орла (1867)

иностранные
- австрийский орден Железной короны 2-й ст. (1850)